# Bracon cinctus
Bracon cinctus är en stekelart som först beskrevs av Léon Abel Provancher 1880.  Bracon cinctus ingår i släktet Bracon och familjen bracksteklar. Inga underarter finns listade.